# Dystasia granulosa
Dystasia granulosa es una especie de escarabajo longicornio del género Dystasia, familia Cerambycidae. Fue descrita científicamente por Vives en 2017.
Habita en Filipinas. Los machos y las hembras miden aproximadamente 13 mm. El período de vuelo de esta especie ocurre en el mes de mayo.